# Zephyrosaurus
Zephyrosaurus schaffi is een uitgestorven plantenetende ornithischische dinosauriër, behorend tot de groep van de Euornithopoda, die tijdens het Vroeg-Krijt leefde in het gebied van het huidige Noord-Amerika.

## Vondst en naamgeving
In 1975 vond Charles Schaff in de Wolf Creek Canyon, in Carbon County, Montana het skelet van een dinosauriër. In 1980 benoemde en beschreef Hans-Dieter Sues de typesoort Zephyrosaurus schaffi. De geslachtsnaam is afgeleid van het Oudgriekse ζέφυρος, zephyros, 'westenwind' als verwijzing naar de herkomst uit het westen van Noord-Amerika. De soortaanduiding eert Schaff.
Het holotype MCZ 4392 is gevonden in een laag van de Himesafzetting van de Cloverlyformatie die dateert uit het Albien, ongeveer 110 miljoen jaar oud. Het bestaat uit een gedeeltelijk skelet. Bewaard zijn gebleven: stukken kaak, een hersenpan, zeven wervels en ribfragmenten. In 2003 meldde Martha Kutter de vondst van nieuw materiaal behorend aan minstens zeven individuen. Dit is nog niet beschreven.

## Beschrijving

### Grootte en onderscheidende kenmerken
Zephyrosaurus is een kleine tweevoetige planteneter. In 2010 schatte Gregory S. Paul de lichaamslengte op twee meter, het gewicht op twintig kilogram.
Onderscheidende kenmerken zijn een zwelling op het jukbeen en een lagere verhoging op de voorste buitenste zijkant van het bovenkaaksbeen.

### Skelet

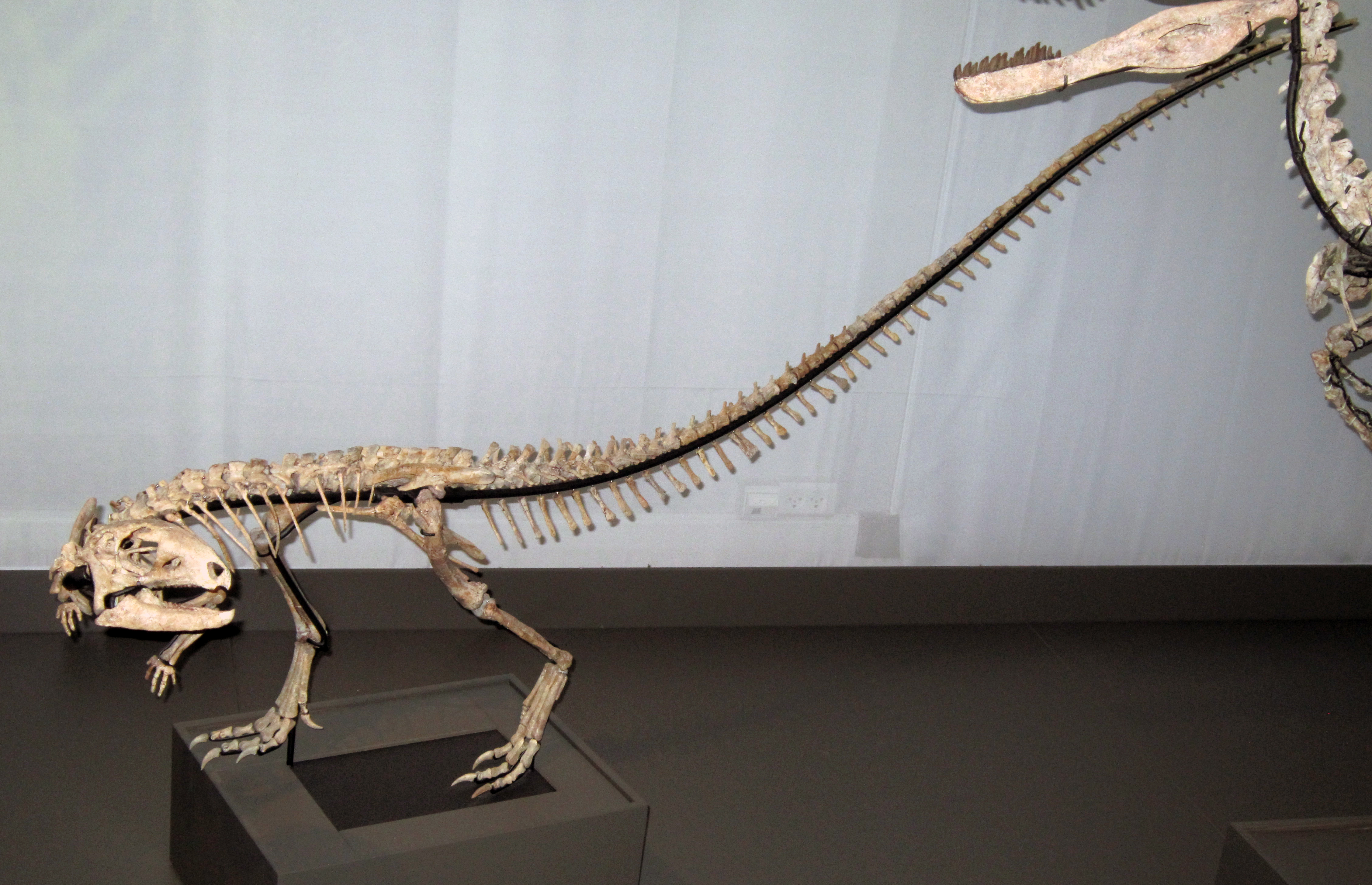
Een skeletmodel

De kop van Zephyrosaurus is kort maar niet extreem. Boven de oogkas is de schedel vrij recht; aan de voorkant ervan bevindt zich een kort wenkbrauwbeen met een brede basis dat naar achteren uitloopt in een naar beneden gerichte scherpe punt. Aan het achterhoofd heeft de processus paroccipitalis aan de achterste bovenrand een ronde aderopening. Er staan vijf rechte tanden in de praemaxilla, ongeveer veertien in het bovenkaaksbeen. De tanden zijn vrij klein, vooral de maxillaire die van de premaxillaire gescheiden zijn door een klein hiaat. De veertien maxillaire tanden hebben een iets naar achteren gerichte punt. Hun email is aan de binnenkant het dikst en daar voorzien van verticale richels. De snijranden hebben ieder een tiental kartelingen. De tanden in de onderkaak zijn driehoekig en hun kartelingen lopen aan de buitenkant, die het dikste email heeft, uit in verticale richels.

## Fylogenie
Sues plaatste Zephyrosaurus in de Hypsilophodontidae. Deze worden tegenwoordig gezien als een onnatuurlijke (parafyletische) groep en Zephyrosaurus wordt daarom nu simpelweg beschouwd als een basaal lid van de Euornithopoda.  